# Lista de recordes da Major League Baseball em rebatidas triplas
Esta lista apresenta vários recordes da Major League Baseball para  rebatidas triplas. No beisebol, uma rebatida tripla (triple) é o ato do batedor chegar salvo à terceira base por rebater a bola e alcançar a terceira com segurança, sem nem o benefício de um erro do defensor nem outro corredor sendo eliminado numa escolha do defensor.

## 175 triplas na carreira
| Jogador           | Triplas | Times e temporadas |
| ----------------- | ------- | --- |
| Sam Crawford      | 309     | 1899–1902 Cincinnati; 1903–17 Detroit |
| Ty Cobb           | 297     | 1905–26 Detroit; 1927–28 Philadelphia (AL) |
| Honus Wagner      | 252     | 1897–99 Louisville; 1900–17 Pittsburgh |
| Jake Beckley      | 2431    | 1888–89, 1891–96 Pittsburgh; 1890 Pittsburgh (PL); 1896–97 New York (NL); 1897–1903 Cincinnati; 1904–07 St. Louis (NL)                                                                                 |
| Roger Connor      | 233     | 1880–82 Troy (NL); 1883–91, 1893–94 New York (NL); 1892 Philadelphia (NL); 1894–97 St. Louis (NL) |
| Tris Speaker      | 222     | 1907–15 Boston (AL); 1916–26 Cleveland, 1927 Washington; 1928 Philadelphia (AL) |
| Dan Brouthers     | 2052    | 1879–80 Troy (NL); 1881–85 Buffalo (NL); 1886–88 Detroit (NL); Boston (NL); 1890–91 Boston (PL-AA); Brooklyn; 1894–95 Baltimore (NL); 1895 Louisville (NL); 1896 Philadelphia (NL); 1904 New York (NL) |
| Joe Kelley        | 194     | 1891, 1908 Boston (NL); 1892 Pittsburgh; 1892–98 Baltimore (NL); 1899–1901 Brooklyn; 1902 Baltimore (AL); 1902–06 Cincinnati                                                                           |
| Paul Waner        | 191     | 1926–40 Pittsburgh; 1941–44 Boston (NL); 1941 Brooklyn; 1944–45 New York (AL) |
| Bid McPhee        | 1883    | 1882–89 Cincinnati (AA); 1890–99 Cincinnati (NL) |
| Eddie Collins     | 187     | 1906–14, 1927–30 Philadelphia (AL), 1915–26 Chicago (AL) |
| Ed Delahanty      | 1854    | 1888–89, 1891–1901 Philadelphia (NL); 1890 Cleveland (PL); 1902–03 Washington (AL) |
| Sam Rice          | 184     | 1915–33 Washington (AL); 1934 Cleveland |
| Jesse Burkett     | 182     | 1890 New York (NL); 1891–98 Cleveland (NL); 1899–1901 St. Louis (NL); 1902–04 St. Louis (AL); 1905 Boston (AL)                                                                                         |
| Ed Konetchy       | 1825    | 1907–13 St. Louis (NL); 1914 Pittsburgh; 15 Pittsburgh (FL); 1916–18 Boston (NL); 1919–21 Brooklyn; 1921 Philadelphia (NL)                                                                             |
| Edd Roush         | 1826    | 1913 Chicago (AL); 1914–15 Indianapolis/Newark (FL); 1916, 1927–29 New York (NL); 1916–26, 1931 Cincinnati                                                                                             |
| Buck Ewing        | 178     | 1880–82 Troy (NL); 1883–92 New York (NL); 1893–94 Cleveland (NL); 1895–97 Cincinnati |
| Rabbit Maranville | 177     | 1912–20, 1929–33, 1935 Boston (NL); 1921–24 Pittsburgh; 1925 Chicago (NL); 1926 Brooklyn; 1927–28 St. Louis (NL)                                                                                       |
| Stan Musial       | 177     | 1941–44, 1946–63 St. Louis (NL) |

### Jogadores ativos mais próximos
Não existem jogadores ativos que realisticamente sejam considerados próximos de 175 triplas na carreira.
Jogadores ativos com 100 ou mais triplas na carreira (até 19 de junho de 2017):
- Carl Crawford - 123
- Ichiro Suzuki - 96

### Top 10 em triplas na carreira, 1920–presente
| Jogador          | Triplas | Times e temporadas |
| ---------------- | ------- | --- |
| Paul Waner       | 191     | 1926–40 Pittsburgh Pirates, 1941–44 Boston Braves, 1941 Brooklyn Dodgers, 1944–45 New York Yankees                       |
| Stan Musial      | 177     | 1941–44, 1946–63 St. Louis Cardinals                                                                                     |
| Goose Goslin     | 173     | 1921–30, 1933, 1938 Washington Senators, 1930–32 St. Louis Browns, 1934–37 Detroit Tigers                                |
| Roberto Clemente | 166     | 1955–72 Pittsburgh |
| Sam Rice         | 165     | 1915–33 Washington Senators, 1934 Cleveland Indians                                                                      |
| Pie Traynor      | 164     | 1920–35, 1937 Pittsburgh                                                                                                 |
| Lou Gehrig       | 163     | 1923–39 New York (AL) |
| Heinie Manush    | 160     | 1923–27 Detroit; 1928–30 St. Louis (AL); 1930–35 Washington (AL); 1936 Boston (AL); 1937–38 Brooklyn; 1938–39 Pittsburgh |
| Kiki Cuyler      | 157     | 1921–27 Pittsburgh; 1928–35 Chicago (NL); 1935–37 Cincinnati; 38 Brooklyn                                                |
| Earle Combs      | 154     | 1924–35 New York (AL) |

### Top 10 em triplas na carreira por liga
| Jogador da Liga Americana | Triplas | Jogador da Liga Nacional | Triplas |
| ------------------------- | ------- | ------------------------ | ------- |
| Ty Cobb                   | 297     | Honus Wagner             | 252     |
| Sam Crawford              | 249     | Roger Connor             | 233     |
| Tris Speaker              | 222     | Jake Beckley             | 221     |
| Eddie Collins             | 187     | Fred Clarke              | 220     |
| Sam Rice                  | 184     | Joe Kelley               | 194     |
| Goose Goslin              | 177     | Paul Waner               | 191     |
| Joe Jackson               | 168     | Buck Ewing               | 178     |
| Lou Gehrig                | 163     | Dan Brouthers            | 177     |
| Joe Judge                 | 158     | Rabbit Maranville        | 177     |
| Earle Combs               | 154     | Stan Musial              | 177     |

## 25 triplas em uma temporada
| Jogador         | Triplas | Time                                  | Temporada |
| --------------- | ------- | ------------------------------------- | --------- |
| Chief Wilson    | 36      | Pittsburgh Pirates                    | 1912      |
| Dave Orr        | 31      | New York Metropolitans (AA)           | 1886      |
| Heinie Reitz    | 31      | Baltimore Orioles (NL)                | 1894      |
| Perry Werden    | 29      | St. Louis Browns (NL)                 | 1894      |
| Harry Davis     | 28      | Pittsburgh Pirates                    | 1897      |
| George Davis    | 27      | New York Giants                       | 1893      |
| Sam Thompson    | 27      | Philadelphia Phillies                 | 1894      |
| Sam Crawford    | 26      | Detroit Tigers                        | 1914      |
| Kiki Cuyler     | 26      | Pittsburgh Pirates                    | 1925      |
| Joe Jackson     | 26      | Cleveland Naps                        | 1912      |
| John Reilly     | 26      | Cincinnati Reds                       | 1890      |
| George Treadway | 26      | Brooklyn Bridegrooms                  | 1894      |
| Roger Connor    | 25      | New York Giants/St. Louis Browns (NL) | 1894      |
| Sam Crawford    | 25      | Detroit Tigers                        | 1903      |
| Larry Doyle     | 25      | New York Giants                       | 1911      |
| Buck Freeman    | 25      | Washington Senators (NL)              | 1899      |
| Tom Long        | 25      | St. Louis Cardinals                   | 1915      |

### Evolução do recorde de triplas em temporada única
| Triplas | Jogador             | Time                    | Ano  | Anos em que o recorde permaneceu |
| ------- | ------------------- | ----------------------- | ---- | -------------------------------- |
| 14      | Ross Barnes         | Chicago White Stockings | 1876 | 6                                |
| 14      | Buttercup Dickerson | Cincinnati Reds         | 1879 | 3                                |
| 14      | Harry Stovey        | Worcester Ruby Legs     | 1880 | 2                                |
| 18      | Roger Connor        | Troy Trojans            | 1882 | 2                                |
| 20      | Buck Ewing          | New York Giants         | 1884 | 3                                |
| 20      | Roger Connor        | New York Giants         | 1886 | 1                                |
| 23      | Sam Thompson        | Detroit Wolverines      | 1887 | 3                                |
| 26      | John Reilly         | Cincinnati Reds         | 1890 | 3                                |
| 29      | Perry Werden        | St. Louis Browns (NL)   | 1893 | 1                                |
| 31      | Heinie Reitz        | Baltimore Orioles (NL)  | 1894 | 18                               |
| 21      | Bill Keister        | Baltimore Orioles       | 1901 | (1)7                             |
| 21      | Jimmy Williams      | Baltimore Orioles       | 1901 | (1)                              |
| 22      | Sam Crawford        | Cincinnati Reds         | 1902 | (1)                              |
| 22      | Tommy Leach         | Pittsburgh Pirates      | 1902 | (1)                              |
| 25      | Sam Crawford        | Detroit Tigers          | 1903 | (9)                              |
| 36      | Chief Wilson        | Pittsburgh Pirates      | 1912 | atual                            |

### Três ou mais temporadas com 20 triplas
| Jogador        | Anos | Temporadas e times                                       |
| -------------- | ---- | -------------------------------------------------------- |
| Sam Crawford   | 5    | 1902 Cincinnati; 1903, 1912–14 Detroit                   |
| Ty Cobb        | 4    | 1908, 1911–12, 1917 Detroit                              |
| Harry Stovey   | 3    | 1883, 1888 Philadelphia Athletics (AA); 1891 Boston (NL) |
| Roger Connor   | 3    | 1886–87 New York (NL); 1894 St. Louis (NL)               |
| Dan Brouthers  | 3    | 1887 Detroit (NL); 1892 Brooklyn; 1894 Baltimore (NL)    |
| Sam Thompson   | 3    | 1887 Detroit (NL); 1894–95 Philadelphia (NL)             |
| Jimmy Williams | 3    | 1899 Pittsburgh; 1901–02 Baltimore                       |
| Joe Jackson    | 3    | 1912 Cleveland; 1916, 1920 Chicago (AL)                  |
| Earle Combs    | 3    | 1927–28, 1930 New York (AL)                              |

### Seis ou mais temporadas com 15 triplas
| Jogador       | Anos | Temporadas e times                                                                               |
| ------------- | ---- | ------------------------------------------------------------------------------------------------ |
| Sam Crawford  | 13   | 1900–02 Cincinnati; 1903–04, 1906–08, 1910, 1912–15 Detroit                                      |
| Roger Connor  | 9    | 1882 Troy (NL); 1883, 1885–90 New York (NL); 1894 St. Louis (NL)                                 |
| Dan Brouthers | 7    | 1883–84 Buffalo (NL); 1886–87 Detroit (NL); 1891 Boston (AA); 1892 Brooklyn; 1894 Baltimore (NL) |
| Jake Beckley  | 7    | 1890 Pittsburgh (PL); 1891–95 Pittsburgh; 1899 Cincinnati                                        |
| Elmer Flick   | 7    | 1900–01 Philadelphia (NL); 1903–07 Cleveland                                                     |
| Honus Wagner  | 7    | 1900, 1902–03, 1908, 1911–12, 1915 Pittsburgh                                                    |
| Ty Cobb       | 7    | 1908, 1911–13, 1917, 1921–22 Detroit                                                             |
| Paul Waner    | 7    | 1926–30, 1933–34 Pittsburgh                                                                      |
| Joe Kelley    | 6    | 1893–96, 1898 Baltimore (NL); 1900 Brooklyn                                                      |
| Ed Delahanty  | 6    | 1892–94, 1896–97, 1901 Philadelphia (NL)                                                         |
| Joe Jackson   | 6    | 1911–13 Cleveland; 1916–17, 1920 Chicago (AL)                                                    |

### Quatro ou mais temporadas consecutivas com 15 triplas
| Jogador       | Anos | Temporadas e times                       |
| ------------- | ---- | ---------------------------------------- |
| Roger Connor  | 6    | 1885–90 New York                         |
| Jake Beckley  | 6    | 1890 Pittsburgh (PL); 1891–95 Pittsburgh |
| Sam Crawford  | 5    | 1900–02 Cincinnati; 1903–04 Detroit      |
| Elmer Flick   | 5    | 1903–07 Cleveland                        |
| Goose Goslin  | 5    | 1923–27 Washington (AL)                  |
| Paul Waner    | 5    | 1926–30 Pittsburgh                       |
| Bill Kuehne   | 4    | 1884 Columbus (AA); 1885–87 Pittsburgh   |
| Joe Kelley    | 4    | 1893–96, 1898 Baltimore (NL)             |
| Buck Freeman  | 4    | 1901–04 Boston (AL)                      |
| Sam Crawford  | 4    | 1912–15 Detroit                          |
| George Sisler | 4    | 1919–22 St. Louis (AL)                   |
| Earle Combs   | 4    | 1927–30 New York (AL)                    |

### Doze ou mais temporadas com 10 triplas
| Jogador       | Anos | Temporadas e times |
| ------------- | ---- | --- |
| Sam Crawford  | 17   | 1900–02 Cincinnati; 1903–16 Detroit                                                                                            |
| Ty Cobb       | 17   | 1907–19, 1921–22, 1924–25 Detroit                                                                                              |
| Jake Beckley  | 14   | 1889, 1891–95 Pittsburgh; 1890 Pittsburgh (PL); 1897 New York (NL)-Cincinnati; 1898–1901, 1903 Cincinnati; 1905 St. Louis (NL) |
| Fred Clarke   | 14   | 1896–98 Louisville (NL); 1900–09, 1911 Pittsburgh                                                                              |
| Honus Wagner  | 13   | 1899 Louisville (NL); 1900–05, 1907–09, 1911–12, 1915 Pittsburgh                                                               |
| Tris Speaker  | 13   | 1909–15 Boston (AL); 1917–21, 1923 Cleveland                                                                                   |
| Eddie Collins | 12   | 1909–14 Philadelphia (AL); 1915–17, 1920–22 Chicago (AL)                                                                       |

### Oito ou mais temporadas consecutivas com 10 triplas
| Jogador       | Anos | Temporadas e times                                                                                 |
| ------------- | ---- | -------------------------------------------------------------------------------------------------- |
| Sam Crawford  | 17   | 1900–02 Cincinnati; 1903–16 Detroit                                                                |
| Ty Cobb       | 13   | 1907–19 Detroit                                                                                    |
| Mike Tiernan  | 10   | 1889–98 New York (NL)                                                                              |
| Elmer Flick   | 10   | 1898–1901 Philadelphia (NL); 02 Philadelphia (AL)-Cleveland; 1903–07 Cleveland                     |
| Fred Clarke   | 10   | 1900–09 Pittsburgh                                                                                 |
| Bobby Veach   | 10   | 1913–22 Detroit                                                                                    |
| Sam Rice      | 10   | 1921–30 Washington (AL)                                                                            |
| Paul Waner    | 10   | 1926–35 Pittsburgh                                                                                 |
| Eddie Collins | 9    | 1909–14 Philadelphia (AL); 1915–17 Chicago (AL)                                                    |
| Earle Combs   | 9    | 1925–33 New York (AL)                                                                              |
| Roger Connor  | 8    | 1885–91 New York (NL); 1892 Philadelphia (NL)                                                      |
| Ed McKean     | 8    | 1890–97 Cleveland (NL)                                                                             |
| Heinie Manush | 8    | 1927 Detroit; 1928–29 St. Louis (AL); 1930 St. Louis (AL)-Washington (AL); 1931–34 Washington (AL) |

## Líder na liga em triplas

### Líder na liga em triplas por 4 ou mais temporadas
| Jogador       | Títulos | Temporadas e times                                                                             |
| ------------- | ------- | ---------------------------------------------------------------------------------------------- |
| Sam Crawford  | 6       | 1902 Cincinnati; 1903, 1910, 1913–15 Detroit                                                   |
| Stan Musial   | 5       | 1943, 1946, 1948–49, 1951 St. Louis-NL                                                         |
| Willie Wilson | 5       | 1980, 1982, 1985, 1987–88 Kansas City                                                          |
| Lance Johnson | 5       | 1991–94 Chicago (AL); 1996 New York (NL)                                                       |
| Harry Stovey  | 4       | 1880 Worcester Brown Stockings, 1884, 1888 Philadelphia Athletics (AA), 1891 Boston Beaneaters |
| Ty Cobb       | 4       | 1908, 1911, 1917–18 Detroit                                                                    |
| Brett Butler  | 4       | 1983 Atlanta; 1986 Cleveland; 1994 Los Angeles (NL); 1995 Los Angeles (NL)-New York (NL)       |
| Jimmy Rollins | 4       | 2001–02, 2004, 2007 Philadelphia-NL                                                            |

### Líder na liga em triplas por 3 ou mais temporadas consecutivas
| Jogador         | Títulos | Temporadas e times     |
| --------------- | ------- | ---------------------- |
| Lance Johnson   | 4       | 1991–94 Chicago (AL)   |
| Elmer Flick     | 3       | 1905–07 Cleveland      |
| Sam Crawford    | 3       | 1913–15 Detroit        |
| Garry Templeton | 3       | 1977–79 St. Louis (NL) |
| Carl Crawford   | 3       | 2004–06 Tampa Bay      |

### Líder na liga em triplas, ambas as ligas
| Jogador       | Títulos | Temporadas e times                                                                       |
| ------------- | ------- | ---------------------------------------------------------------------------------------- |
| Sam Crawford  | 6       | 1902 Cincinnati; 1903, 1910, 1913–15 Detroit                                             |
| Brett Butler  | 4       | 1983 Atlanta; 1986 Cleveland; 1994 Los Angeles (NL); 1995 Los Angeles (NL)-New York (NL) |
| Lance Johnson | 5       | 1991–94 Chicago (AL); 1996 New York (NL)                                                 |

## Quatro triplas por um jogador em um jogo
| Triplas | Jogadorr      | Time                        | Data                | Oponente           |
| ------- | ------------- | --------------------------- | ------------------- | ------------------ |
| 4       | George Strief | Philadelphia Athletics (AA) | 25 de Junho de 1885 | Brooklyn Grays     |
| 4       | Bill Joyce    | New York Giants             | 18 de Maio de 1897  | Pittsburgh Pirates |

## 110 triplas por um time em uma temporada
| Triplas | Time                  | Temporada |
| ------- | --------------------- | --------- |
| 131     | Philadelphia Phillies | 1894      |
| 130     | Brooklyn Grooms       | 1894      |
| 129     | Pittsburgh Pirates    | 1912      |
| 127     | Pittsburgh Pirates    | 1893      |
| 124     | Pittsburgh Pirates    | 1894      |
| 122     | Pittsburgh Pirates    | 1924      |
| 121     | Pittsburgh Pirates    | 1899      |
| 120     | Cincinnati Reds       | 1890      |
| 120     | Cincinnati Reds       | 1926      |
| 119     | Pittsburgh Pirates    | 1930      |
| 116     | Pittsburgh Pirates    | 1929      |
| 113     | St. Louis Cardinals   | 1894      |
| 113     | Boston Pilgrims       | 1903      |
| 111     | Pittsburgh Pirates    | 1923      |
| 111     | Cincinnati Reds       | 1924      |
| 110     | Pittsburgh Pirates    | 1903      |
| 110     | Pittsburgh Pirates    | 1922      |
| 110     | New York Yankees      | 1930      |